# Живий труп (фільм)
«Живий труп» — фільм-спектакль 1952 року за однойменною п'єсою Л. М. Толстого.

## Зміст
Російський дворянин Федір Васильович Протасов не може миритися з лицемірством навколишніх, але безсилий боротися з цим. Він починає пити, іде з дому і поступово опускається. Поведінка Протасова сприяє зближенню його дружини Лізи з давнім другом родини, Віктором Кареніним. Не в змозі винести брехню і приниження, пов'язані з майбутнім шлюборозлучним процесом, Федя інсценує самогубство і, здавалося, назавжди йде з життя своєї родини. Лише завдяки нещасному випадку стає відомо, що Федір Протасов живий. Лізу, яка примиритися зі смертю чоловіка і стала дружиною Кареніна, викликають у суд за звинуваченням у подвійному шлюбі. Щоб припинити дурну і брехливу комедію суду та захистити від ганьби невинних людей, Протасов стріляється.